# Hildegund von Cosel-Michel
Hildegund von Cosel-Michel, geborene Hildegund Michel (* 10. April 1908 in Hannover; † 28. September 2002 in München) war eine deutsche Malerin, Wandmalerin, Illustratorin, Dozentin und Kunsterzieherin.

## Leben
Hildegund Michel wuchs in einem Haus in der Alleestraße auf im Hannover der späten Gründerzeit des Deutschen Kaiserreichs als zweite Tochter des Hochschullehrers für Architektur und Akustik Eugen Michel. Ihre Mutter war die künstlerisch ausgebildete Käthe Becher, die einer traditionell in Wissenschaft und Kunst tätigen Arztfamilie entstammte. Sie profilierte sich später als Künstlerin, konzentrierte sich in der Malerei vor allem auf Kopieren von Werken anderer Künstler, etwa von Adolf von Menzels Flötenkonzert Friedrichs des Großen in Sanssouci. Die Dichterin ließ ihre eigenen Theaterstücke in verschiedenen Städten unter dem Pseudonym Hans Erdmann aufführen.
Bereits im 10. Lebensjahr hatte Hildegund Michel die Malerei zu ihrer Profession erkoren. Zur Zeit der Weimarer Republik studierte sie bereits im Alter von 16 Jahren ab 1924 an der Kunstgewerbeschule Hannover, an der sie von Fritz Burger-Mühlfeld in angewandter und freier Graphik unterrichtet wurde und von Karl Dröge in den Fächern Druck, Schrift, Perspektive und Kunstgeschichte. Mit einem sehr guten Abschluss versehen ging Michel 1928 nach Berlin und durchlief eine 6 Semester dauernde zusätzliche Ausbildung an den Vereinigten Staatsschulen für freie und angewandte Kunst am Steinplatz bei Emil Orlik „und Prof. Fischer“.
Im „Atelier Block-Kerschbaumer“, dem nach den beiden Mitgliedern des Künstlerkreises Brücke Martin Bloch und Anton Kerschbaumer, benannten Atelier, ging Hildegund Michel weitere 6 Semester ihrer Neigung zur Wandmalerei und -gestaltung nach. Zwei Semester davon nahm sie Unterricht bei Karl Schmidt-Rottluff, mit dem sie dann noch viele Jahre in Briefkontakt blieb und später auch mit seiner Ehefrau und selbst noch in deren Zeit des Exils den persönlichen Kontakt aufrechterhielt.
Von 1932 bis 1934 arbeitete sie mit dem Archäologen und Hochschullehrer Karl Lehmann-Hartleben an der Universität Münster zusammen, schuf in Pompeji wissenschaftliche Zeichnungen zu Lehmann-Hartlebens archäologische Forschungen und sein geplantes Buch.
In der Folgezeit wirkte Hildegund Michel sowohl von Berlin als auch von Hannover aus in ganz Deutschland. Neben Aufträgen für Portraitzeichnungen, Zeitschriften und Bilder arbeitete die ausgebildete Wandgestalterin mit verschiedenen Techniken für Privathäuser, Schlösser und Kirchen, in Schulen und anderen öffentlichen Gebäuden. Unter anderem arbeitete sie zeitweilig mit der Weberin Martha Vogeler in Worpswede zusammen.
Noch vor dem Zweiten Weltkrieg fuhr Michel während einer ihrer zahlreichen Studienreisen auf einem Frachtschiff bis nach Südamerika, andere Studien führten sie nach Island, Norwegen, Frankreich, Griechenland, Finnland, in die Türkei, nach Ägypten und Israel, in den Sudan sowie nach Jugoslawien, Spanien, England und Italien. Dabei entstanden unter anderem zunächst zahlreiche Reiseskizzen.
1943 übernahm Michel als letzten großen Auftrag vor dem Kriegsende ein Wandgemälde im Hauptpostamt von Königsberg. Im selben Jahr heiratete sie den Flugzeugingenieur Dietrich von Cosel Sohn des im Boxeraufstand in China eingesetzten Generals Wilhelm von Cosen und der vom Rittergut Dankersen stammenden Elsa von Dithfurt, die in ihrem Haus in Erfurth als Sängerin einen musikalischen Salon führte. Im Folgejahr 1944 gebar die nunmehrige Hildegund von Cosel-Michel die gemeinsame Tochter. In jener Zeit zeichnete sie zwei Kinderbücher über ihr Kind, in denen zugleich auch die gemeinsame Flucht aus Prag in das durch die Luftangriffe auf Hannover durch Fliegerbomben zerstörte Elternhaus in der Alleestraße dokumentiert wurde. Von Hannover aus zeichnete die Künstlerin „für Eier und Milch“ Bauernkinder in Marklendorf in der Lüneburger Heide, wo die seit der gemeinsamen Berliner Zeit befreundete Inge Koch als Lehrerin an der Dorfschule wirkte.
Neben dem Freund und Bühnenschauspieler in Erfurt und Prag Albert Johannes hatte unter anderem der Pastor Klaus Sander von der Schloss und Stadtkirche St. Crusis in Hannover, ein ehemaliger Vertreter der deutschen evangelischen Kirche in Rom, prägenden Einfluss auf Hildegund von Cosel-Michel. In seiner Zeit als Studentenpfarrer hatten die Gespräche mit diesem Freund der Familie großen Einfluss vor allem auf die religiösen Werke von Cosel-Michel. So entstanden, ausgelöst durch Schlüsselerlebnisse im Zweiten Weltkrieg sowie jüngeren Eindrücke von Katastrophen wie auch der „Nichtbewältigung der modernen Technik“ im Zeitraum zwischen 1950 und 1970 neben anderen Arbeiten der Bilderzyklus „Der Mensch und sein Tod“. Diese schwarz-weißen Tuschzeichnungen insgesamt 55 Blätter im Format 100 cm × 80 cm, wurden erstmals 1971 in der Neustädter Hof- und Stadtkirche St. Johannis und in den folgenden Jahrzehnten auch noch posthum zahlreichen Kirchen und wohltätigen Einrichtungen ausgestellt.
Nachdem sie bereits vor dem Krieg in Berlin viele Illustrationen für Zeitschriften und Bücher geschaffen hatte, illustrierte Hildegund von Cosel-Michel später für Titel wie „Europäische Begegnung“, „Mercedes – Festzeitschrift“ und „Radmarkt“ oder auch für die Hannoversche Allgemeine Zeitung.
Sie wirkte im Malunterricht, erteilte Zeichenunterricht an der Volkshochschule Hannover oder gab Privatunterricht in ihrem eigenen Atelier, in dem für das figürliche Zeichnen auch der eigene Ehemann mitunter Model sitzen musste. Daneben leitete sie Seminare in Berlin, Hannover, Völksen und München sowie in der Provence in Frankreich. Sie war Mitglied der Gemeinschaft deutscher und österreichischer Künstlerinnen GEDOK und dem Bund Bildender Künstlerinnen und Künstler (BBK) in Hannover. Mitunter konnte sie bei Diskussionen mit Künstlerkollegen während des Altstadt-Flohmarkts am Hohen Ufer der Leine beobachtet werden. Neben Motiven aus dem Georgengarten und anderen Herrenhäuser Gärten schuf die Künstlerin als Zeichnung oder als Holzdruck alljährlich neue Weihnachtskarten, die sie mit ihrer Künstlersignatur H.v.C versah.
Von Cosel-Michel führte zahlreiche Auftragsarbeiten für Behörden, Kasernen, Autobahnraststätten, Profanbauten und Kirchen wie etwa im Wendland aus. Dabei nutzte sie unterschiedliche Techniken und Materialien wie Sgraffito, Holz, Metall, Mosaik, Emaille, Batik und Glas. Daneben schuf sie Entwürfe für Teppiche.
1979 unterhielt Hildegund von Cosel-Michel Wohnung und Atelier unter der Adresse Postkamp 16 am Klagesmarkt im hannoverschen Stadtteil Mitte.
Am 80. Geburtstag von von Cosel-Michel eröffnete die Gedok eine umfangreiche und erfolgreiche Werkschau der Künstlerin, die noch im Alter von 90 Lebensjahren zum Aufbau ihrer Ausstellung in der Christuskirche selbst auf die Leiter stieg.

## Weitere Werke und öffentliche Aufträge (Auswahl)
- 1935: Schloß in Gubkow in Mecklenburg[1]
- 1936: Generalkommando[1]
- 1938: Wandmosaik hinter dem Brunnen im Vorraum einer Schule in Göttingen[5]
- 1940: Wandgemälde im Vorraum des Instituts für Forstliche Arbeitswissenschaft in Eberswalde[1]
- 1943: Wandbild „Alt Königsberg“ in Königsberg, Telegraphenpostamt Postamt I; circa 5 m × 2 m[1]
- 1945: Bild bei Konsul Raskop[5]
- 1946: Hauptpostamt in Hamburg[5]
- 1947:
- Gaststätte Rheinland – Westfalen im Auftrag der Deutsche Messe AG[5]
  - Wandfries für Trenzinger Büromaschinen: Darstellungen der Entwicklung von der Schrift- und Papiertechnik von Steinzeit bis zum modernen Büro[1]
  - „Ein Totenmal“, circa 1 m × 1,30 m; Michaeliskirche in Letter bei Hannover[1]
- 1948:
  - zwei große Wandbilder im Vorraum des denkmalgeschützten Gebäudes der ehemaligen Reichsbahndirektion Hannover, später zum Hotel umfunktioniert[1]
  - Kinderlager des Schwedischen Roten Kreuzes in Cloppenburg[5]
- 1949:
  - Wandbilder für den Hochbunker und den Winkelturm im ehemaligen Reichsbahnausbesserungswerk an der Fuhsestraße in Hannover-Leinhausen[1]
  - 1949 Drei Wandbilder im Speiseraum der Oberpostdirektion in Lüchow[5]
- 1950:
  - Ausgestaltung der Giebelwand der Turnhalle einer Schule in Hannover-Ricklingen[5]
  - Sgraffito für die Wohnblockpassage Rischkampweg 12 in Braunschweig[5]
- 1951:
  - Deckenmalerei bei der Schutzpolizei Hannover in der Möckernstraße[1]
  - Aufenthaltsraum der Übersee-Funkempfangsstelle „Üfest“ in Lüchow[1]
  - Wandplatten für das Bankhaus Löhr in Hannover[5]
  - Wandbild für die Friedhofskapelle in Hitzacker[5]
  - Auftragsarbeit vom Ev.-luth. Kirchenvorstand in Groß Wittfeitzen[5]
  - großes Wandbild für die Kirche in Wendland[5]
  - Kirchen in Krummasel, Dannenberg und Drethem[5]
  - Wandbild mit einer Bildkarte von Niedersachsen im Verkehrs- und Pressebüro Hannover, die Tourist-Info am Hauptbahnhof Hannover[5]
  - Gestaltung des Kapellenneubaus der Kirchengemeinde im Auftrag des Kirchenrentamts Dannenberg-Lüchow in Hitzacker an der Elbe[5]
- 1952:
  - Künstlerische Wandkonstruktionen im Aufenthaltsraum vom Hauptbahnhof Hannover[1]
  - Staatshochbauamt I; Neubau des Eichamtes Hannover[1]
  - Taufkapelle der Lutherkirche[2]
  - Evg.-luth. Pfarramt Schnega bei Hannover[5]
  - Georgspalast in Hannover[5]
  - vier Wandbilder für die Kantine im Postscheckamt Hannover[5]
- 1953:
  - Milchbar „Milchquelle“ im Hauptbahnhof Hannover[5]
  - Bundesbahnbetriebsamt I.[5]
- 1954:
  - Speisekarten für die Gaststätte der Stadthalle Hannover und das Café Kröpcke[5]
  - Lukasgemeinde in Hannover im Auftrag der Kammer für kirchliche Kunst der Evangelisch-lutherische Landeskirche Hannovers[5]
- 1955:
  - Malerei auf Kirschbaumfurnier im Franzius-Institut der Universität Hannover[1]
  - Entwurf von Reliefkarten für Milchwerbeprospekte, ausgeführt durch die Druckerei Wendt[5]
  - Fliesen mit dem Stadtwappen von Hannover[5]
- 1956:
  - zwei große Wandbilder für die Kantine (Mensa) des Sozialministeriums im Auftrag des Staatshochbauamtes II.[5]
  - Kinderkurheim „Haus Roseneck“; Sozialwerk der Deutschen Bundesbahn, Bezirksvorstand Essen[5]
  - illustrierte Landkarte in der Eingangshalle der Kunstschmiede in Barsinghausen[5]
- 1957:
  - Staatshochbauamt III; Schule in Völksen[1]
  - im Auftrag der Landwirtschaftskammer Hannover: Pflanzenschutzamt in Ahlem[5]
  - Wandbild „Jesus mit den Kindern“ im Auftrag der Lutherkirchengemeinde in der Callinstraße[5]
- 1958: furnierte Platten aus afrikanischem Birnbaum-Holz im Speisesaal der Autobahnraststätte Bad Eilsen[5]
- 1959:
  - Mannschaftsspeiseraum einer Kaserne in Hannover-Bothfeld[5]
  - Landkarte von Niedersachsen auf Wandplatten in der Scharnhorstkaserne Hannover-Bothfeld im Auftrag des Staatshochbauamtes IV.[5]
- 1960:
  - Polizeidirektion Hannover, Dezernat 01[1] 12. Revier Herschelstraße; 6 bemalte Platten aus dem Polizeileben[5]
  - Anschauungstafel in Bild und Schrift für die Berufsberatung des Arbeitsamtes Hannover[5]
  - Arbeiten an der Volksschule Weetzen und der Kunstschmiede sowie verschiedene Wandmalereien in Weetzen[5]
- 1961:
  - Staatshochbauamt I; Neubau des Wasserwirtschaftsamtes[5]
  - Drahtplastik auf bemalter Unterlage; Englische Schule in Bückeburg[5]
- 1962:
  - Gestaltung von Hala-Lampen[5]
  - Deckenbild für die Firma Gries & Gisy[5]
  - Arbeiten für das damalige Museum Georgenschlößchen[5]
- 1963:
  - Treppenhaus der Volksschule in Kirchohsen an der Weser[5]
  - Bildplatten für die Autobahnraststätte Göttingen[5]
- Sichtschutzblende an der Tankstelle am Kronsberg in Hannover[5]
- 1964: drei Platten mit Städtebildern für die Autobahnmeisterei Hildesheim-Drispenstedt[5]
- 1965:
  - Wasserwirtschaftsamt Aurich am Schöpfwerk Accumersiel: „Versunkene Landschaften an der Nordseeküste“
  - Patentmalerei auf Platten im Unteroffizier-Speisesaal der ehemaligen Flak-Kaserne an der General-Wever-Straße, Hannover-Bothfeld: Gebäude der Stadt Hannover aus Vergangenheit und Gegenwart[1]
  - Arbeiten für die Hamburg-Amerika-Linie[5]
  - 2 Bilder für das Staatshochbauamt Osnabrück[5]
  - Tafelplastik für die Kreissparkasse Ronnenberg[5]
- 1966:
  - Emaille-Platten aus eigener Werkstatt für die Autobahnraststätte Allertal-Ost[1]
  - Batiken Deutsche Meister für das Sportamt in Hannover[5]
  - Emaille-Platten aus eigener Werkstatt für die Autobahn-Rasthaus Allertal-Ost[5]
- 1969: Wandteppich für den Casinosaal der Heeresoffiziersschule Hannover; entworfen und geplant von Hildegund von Cosel-Michel, gewebt von Bettina Müller-Vogeler in Worpswede[1]
- 1970: Staatshochbauamt I Hannover, Archivstraße[5]
- 1971: 20 runde Platten für die Autobahnraststätte Wildeshausen Süd[5]
- 1972: Bild Dorf im Süden für das Staatshochbauamt Clausthal-Zellerfeld[5]
- 1977: Hinterglasmalerei für die Klagesmarkt-Apotheke am Postkamp 16 in Hannover[5]